# Vigor
Vigor vodka je žestoko alkoholno piće koje se proizvodi u Hrvatskoj. Ovu vodku proizvodi tvrtka Badel 1862, a proizvodni proces i detalji o proizvodnji nisu poznati. Sirovina za proizvodnju ove votke je pšenica. Sadrži 37,5% alkohola.
Votka Vigor proizvodi se u više inačica: Vodka, Cocktail Vodka (Breskva, Dinja, Limun), Cocktail (Malina, Šumsko voće), New Generation (Tangerina, Limeta, Exotic, Zelena jabuka, Blueberry) te Vigor Fusion pića. Pića su Red Energy, Neon Blue, Liquid Silver.